# Pseudomarkeyita
La pseudomarkeyita és un mineral de la classe dels carbonats que pertany al grup de la markeyita.

## Característiques
La pseudomarkeyita és un carbonat de fórmula química Ca₈(UO₂)₄(CO₃)₁₂·21H₂O. Va ser aprovada com a espècie vàlida per l'Associació Mineralògica Internacional l'any 2018, sent publicada per primera vegada el 2020. Cristal·litza en el sistema monoclínic. La seva duresa a l'escala de Mohs és 1.
L'exemplar que va servir per a determinar l'espècie, el que es coneix com a material tipus, es troba conservat a les col·leccions mineralògiques del Museu d'Història Natural del Comtat de Los Angeles, a Los Angeles (Califòrnia) amb el número de catàleg: 67091.

## Formació i jaciments
Va ser descoberta a la mina Markey, al Red Canyon del comtat de San Juan (Utah, Estats Units), on es troba com a cristalls maclats en forma de fulla afilada, de fins a 1 mm. Aquesta mina estatunidenca és l'únic indret de tot el planeta on ha estat descrita aquesta espècie mineral.